# 아양교
아양교(峨洋橋)는 대한민국의 대구광역시 동구 신암동과 동촌동을 잇는 금호강의 다리이다. 주변에는 남서쪽에 대구 도시철도 1호선 아양교역과 북동쪽에 경북지방우정청과 대구입석초등학교, 입석중학교 등이 있다.

## 접속하는 도로
- 아양로 (대구광역시도 제67호선)